# Echinopsis chiloensis

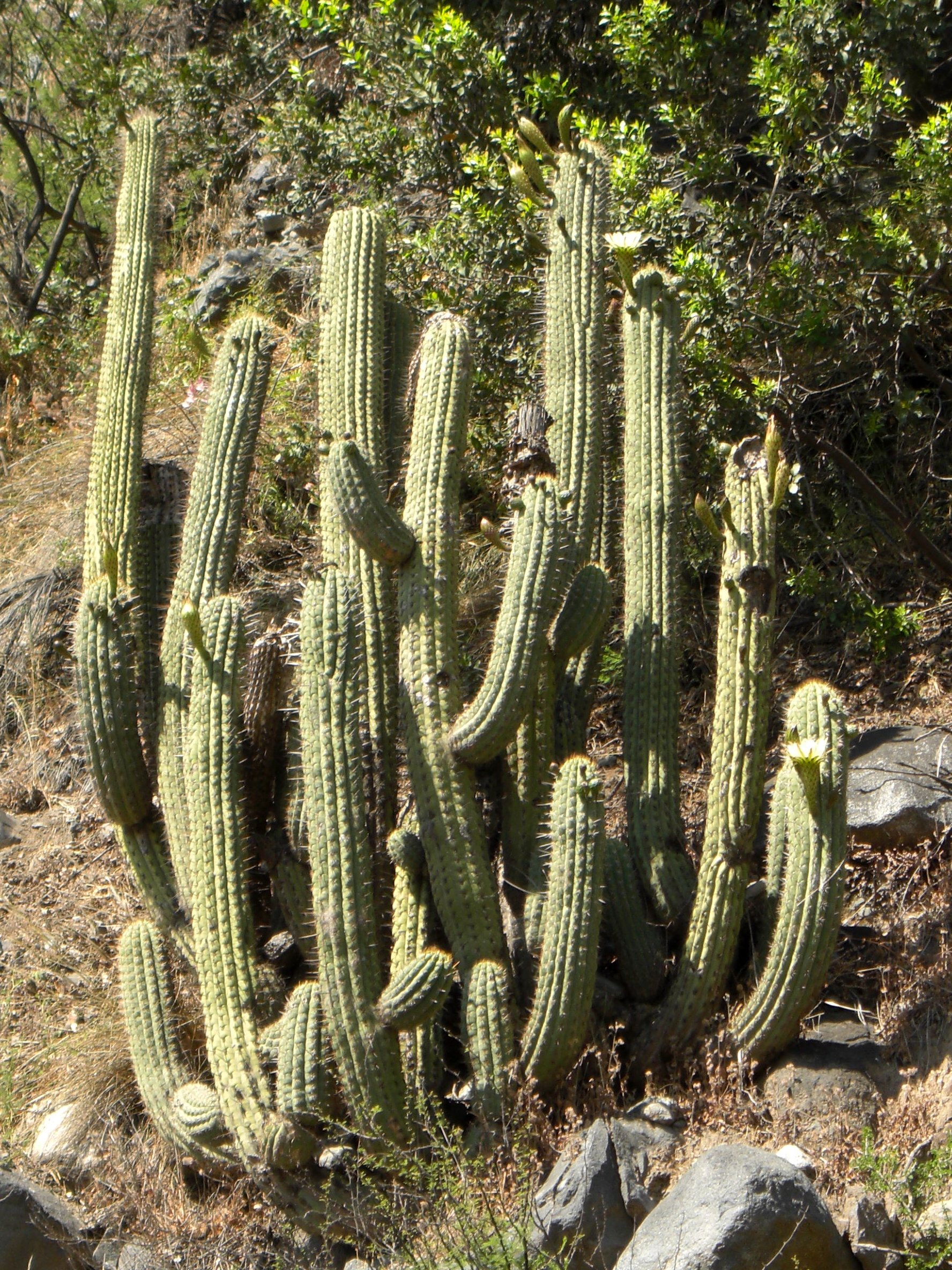
Imatge d'un espècimen.

Echinopsis chiloensis és una espècie fanerògama, que es classifica dins de la família Cactaceae. És endèmica de Xile, freqüent i pot arribar a fer fins a 2 metres d'alçada. És una planta de gran valor ornamental.
Creix des dels 0 als 500 metres sobre el nivell del mar. Es pot trobar en àrees de secà, on les precipitacions són més aviat escasses, no hi plou de 6 a 10 mesos. Les precipitacions són a l'hivern i acumulen fins a 100-300mm anuals.
És un cactus columnar, arbust, ramificat des de la base amb branques ascendents, fins a 2 metres d'alçària, i 5 cm de diàmetre. Color verd clar. El color se sol perdre en la base de les plantes més velles. Espines entre 8 i 10 mm, de color groguenc al tronc, i rogenc en la punta.Flors grans, blanques i inodores, de més de 15 cm de diàmetre, presenten de 7 a 14 pètals; amb un tub verd, amb nombroses escames i llana negra.
Es cultiva a ple sol, amb compost estàndard i reg moderat. Resisteix temperatures de fins a 10 °C, però pot aguantar petites gelades, això la converteix en una planta resistent al cultiu en la costa Mediterrània.
Es reprodueix per llavors, o més ràpidament per esqueix, amb procés fàcil en ambdós casos i creixement ràpid.